# Friso Nijboer
Friso Nijboer (26 mei 1965) is een Nederlandse schaker met FIDE-rating 2541 in 2017. Hij is, sinds 1993, een grootmeester (GM). 
Nijboer begon te schaken op het Canisiuscollege in Nijmegen bij leraar Duits Paul Krekelberg op diens schaakclub SMB ('Strijdt met Beleid'). Als grootmeester was Nijboer een laatbloeier. Pas na het voltooien van zijn studie in 1989 begon hij aan een carrière als beroepsschaker. In de jaren negentig werd hij grootmeester en bereikte de positie in het Nederlandse schaak die hij sindsdien behouden heeft: een sterke grootmeester, net onder de top.

## Nederlands Kampioenschap

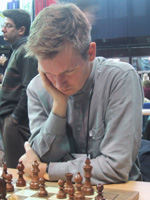
Friso Nijboer
(foto Ard van Beek)

Sinds 1989 heeft Nijboer aan alle Nederlandse kampioenschappen deelgenomen. Zijn beste resultaat haalde hij in 1993 met een gedeelde 2e tot 4e plaats. In 1996 en 2006 haalde hij de gedeelde 3e en 4e plaats. Van 2002 tot 2004 had hij een voor zijn niveau opmerkelijke reeks desastreuze resultaten: 2½ uit 9, 3½ uit 9 en 2 uit 9. Hij werd in 2005 gedeeld 4e met 4½ uit 9, in 2007 gedeeld 3e, in 2008 gedeeld 6e met 6 uit 11 en in 2009 2e met 5½ uit 9.

## Olympiade
Sinds 1996 speelde Nijboer in alle Schaakolympiades mee, doorgaans als veelspelende reserve met prima resultaten. Hij maakte ook deel uit van het team dat in 2001 Europees kampioen werd.

## Palmares
1993
- /4e Nederlands kampioenschap schaken, Eindhoven

1995
- Sonnevanck Schaaktoernooi (2x), Wijk aan Zee

1996
- /4e Nederlands kampioenschap schaken, Amsterdam

1997
- Hoogovens-toernooi (B-groep), Wijk aan Zee

1999
- 's-Hertogenbosch

2001
- Daniël Noteboom-toernooi, Leiden
- Stukkenjagers Weekendtoernooi, Tilburg

2002
- BSG Pinkstertoernooi, Bussum
- Hogeschool Zeeland Schaaktoernooi, Vlissingen
- DD Weekendtoernooi, Den Haag
- Schaakfestival Groningen

2003
- Open Nederlands Kampioenschap Schaken, Dieren
- DD Weekendtoernooi, Den Haag
- Schaakfestival Groningen

2004
- BSG Pinkstertoernooi, Bussum
- Porto San Giorgio
- Amsterdam Chess Tournament
- Schaakfestival Groningen

2005
- Nova College Schaaktoernooi, Haarlem
- Zwols Weekendtoernooi
- Nancy
- Hogeschool Zeeland Schaaktoernooi, Vlissingen

2006
- /4e Nederlands kampioenschap schaken, Hilversum
- Amsterdam Chess Tournament
- Open Nederlands Kampioenschap Schaken, Dieren

2007
- /4e Nederlands kampioenschap schaken, Hilversum
- Barcelona

2008
- OKU, Utrecht
- Essent Schaaktoernooi, Hoogeveen

2009
- Nederlands kampioenschap schaken, Haaksbergen
- OKU, Utrecht

2011
- BSG Pinkstertoernooi, Bussum

2016
- Batavia Schaaktoernooi, Amsterdam

## Trivia
- Hij is lid van verdienste van de KNSB.
- Op 21 januari 2005 werd Nijboer tot de schaker van het jaar 2004 uitgeroepen.
- In 2012 heeft Nijboer de overstap gemaakt naar het bedrijfsleven waar hij momenteel werkzaam is als Business Engineer bij Finaps.